# Sonatine en sol majeur de Beethoven
Pour les articles homonymes, voir Sonatine (homonymie).
La Sonatine en sol majeur Anh.5, no 1 est une courte pièce attribuée à Ludwig van Beethoven.
Comme l'œuvre a été publiée à Hambourg, en Allemagne, après la mort de Beethoven, son authenticité est mise en doute, car elle utilise un style et des choix de notation jamais vus auparavant chez Beethoven.
La sonatine est en deux mouvements.
- Le premier, Moderato est en 
. Il est constitué de phrases de 8 mesures sans modulation notable. Un premier thème A est exposé, sur la tonique sol, une première fois. Suit un thème B sur une pédale de dominante (ré), et la réexposition de A, sans développement. B et A sont alors repris. Enfin, une phrase C, suivie de deux mesures sur un arpège de sol, concluent le mouvement.
- Le second mouvement, intitulé Romance, indiqué Andantino, et est en 
. Il démarre par un premier thème A de huit mesures immédiatement repris. Une section B aboutit en 11 mesures à un point d'orgue sur un accord de neuvième de dominante, et après deux mesures de transition, A est réexposé. B et A sont alors repris. Une phrase C de 11 mesures conclut la sonatine.

Les deux mouvements étant courts et très faciles, la sonatine est souvent utilisée dans l'apprentissage du piano. Elle est souvent présente dans des recueils de pièces faciles, comme le premier volume des Classiques favoris du piano par exemple. Une autre sonatine (Anh. 5 no 2), en fa majeur, elle aussi d'authenticité douteuse, légèrement plus exigeante, se trouve généralement reproduite dans les mêmes recueils.